# Prehistoryczne bestie
Prehistoryczne bestie (oryg. Mega Beasts lub Monsters Resurrected) – amerykański serial dokumentalny z 2009 roku, wyprodukowany dla Discovery Channel. Przedstawia on odtworzony wygląd i zachowanie prehistorycznych drapieżników (stąd tytuł Monsters Resurrected, oznaczający Wskrzeszone potwory). Prowadzący konstruują biomechaniczne modele prehistorycznych stworzeń, by mieć pełne świadectwo o ich sile.

## Przedstawione zwierzęta
- Acrocanthosaurus
- Amphicyon
- Canis edwardii
- Carcharodontosaurus
- Cretoxyrhina
- Daeodon
- Dallasaurus
- Deinonychus
- Diprotodon
- Dolichorhynchops
- Elasmosaurus
- Epicyon
- Megalania
- Merychippus
- Moropus
- Paluxysaurus
- Paralititan
- Procoptodon
- Ramoceros
- Rugops
- Sarcosuchus
- Sauropelta
- Smilodon gracilis
- Spinosaurus
- Tenontosaurus
- Thylacoleo
- Titanis
- Tylosaurus
- Tyrannosaurus
- Xiphactinus
- Glossotherium
- Hipparion

## Odcinki
| Premiera odcinka     | N/o | Polski tytuł                           | Angielski tytuł     |
| -------------------- | --- | -------------------------------------- | ------------------- |
|                      |     |                                        |                     |
| 13 września 2009     | 01  | Tyranozaur z głębin                    | T.rex of the Deep   |
|                      |     |                                        |                     |
| 20 września 2009     | 02  | Największy drapieżca świata dinozaurów | Biggest Killer Dino |
|                      |     |                                        |                     |
| 27 września 2009     | 03  | Ptak terrorysta                        | Terror Bird         |
|                      |     |                                        |                     |
| 3 października 2009  | 04  | Niedźwiedziopies                       | Bear Dog            |
|                      |     |                                        |                     |
| 10 października 2009 | 05  | Gigantyczna jaszczurka                 | Giant Ripper        |
|                      |     |                                        |                     |
| 17 października 2009 | 06  | Amerykański zabójca                    | Dinosaur King       |
|                      |     |                                        |                     |